# Fol·licle pilós
El fol·licle pilós és la part de la pell que permet al cabell o al pèl de créixer, es troba en els mamífers. El procés de creixement del cabell es produeix en diferents etapes seqüencials. La primera etapa s'anomena anàgena i és la fase de creixement actiu, telògena és l'etapa de repòs, catàgena és la fase de regressió del fol·licle pilós, exògena és la fase de despreniment del pèl o cabell i, finalment, cenògena és la fase en què el fol·licle pilós està buit (per després retornar a la primera etapa).
Les diferències en la forma del fol·licle pilós del cabell determinen les diferències ètniques observades en el seu aspecte, longitud i textura del cabell.
Hi ha moltes malalties humanes en què les anomalies en l'aspecte, la textura o el creixement del cabell són signes primerencs de malaltia local del fol·licle pilós o d'una malaltia sistèmica. Les malalties ben conegudes del fol·licle pilós inclouen l'alopècia o la caiguda del cabell, l'hirsutisme o l'excés de creixement del pèl.

## Estructura
Dins dels fol·licles existeixen glàndules sebàcies.
A la base del fol·licle hi ha una estructura petita anomenada papil·la (està format principalment per teixit conjuntiu i un bucle capil·lar). És aquí on tenen origen les cèl·lules que formen part del cabell. La papil·la té forma de con i sobresurt cap al bulb del cabell en creixement.
Té el múscul erector del pèl com a estructura associada, que uneix la part baixa del fol·licle pilós amb l'epidermis i que ens permet posar la "pell de gallina" en rebre un senyal nerviós involuntari.